# Tilly Devine
Matilda Mary (Tilly) Devine, född Twiss 8 september 1900 i London, död 24 november 1970 i Sydney, var en australisk ligaledare. Hon var inblandad i olika kriminella aktiviteter, inklusive illegal spritförsäljning, gatuligor och prostitution. Hon var en beryktad person i Sydney under mellankrigstiden.
Devine var känd för den våldsamma fejden mellan henne och ärkerivalen Kate Leigh, vilken varade i 30 år.

## Biografi

### Bakgrund
Devine föddes i Camberwell i London och var dotter till muraren Edward Twiss och Alice Twiss, född Tubb. 1917 gifte hon sig vid 16 års ålder med den australiske soldaten James (Jim) Edward Devine, (född 1892 i Brunswick i Victoria) i Sacred Heart Church i Camberwell i London.
Hennes karriär inom prostitution inleddes när hon var tonåring och fortsatte även efter giftermålet. Hon och många andra engelska kvinnor rörde sig nattetid ofta längs med The Strand nära Themsen. Från 1915 till 1919 satt hon i perioder i fängelse vid Bow Street Court and Lock Up, dömd för prostitution, stöld och överfall.
När Jim Devine återvände till Australien följde Tilly Devine med honom på brudfartyget Waimana, som anlände till Sydney i januari 1920. Parets son stannade kvar i London och kom sedan att uppfostras av hennes föräldrar. Tilly och Jim Devine blev inom kort aktiva som narkotikaförsäljare, bordellägare och ligaledare i Sydneys undre värld.

### Karriär som kriminell
Tilly Devine blev beryktad i Sydney, till att börja med som prostituerad, senare som bordellmadam och entreprenör inom den lokala organiserade brottsligheten. New South Wales delstatslag om lösdriveri från 1905 förbjöd män att driva bordell, men lagen förhindrade inte kvinnor från att driva verksamhet inom den undre världen (med stöd från ligorna och hjälp av mutor till polisväsendet).

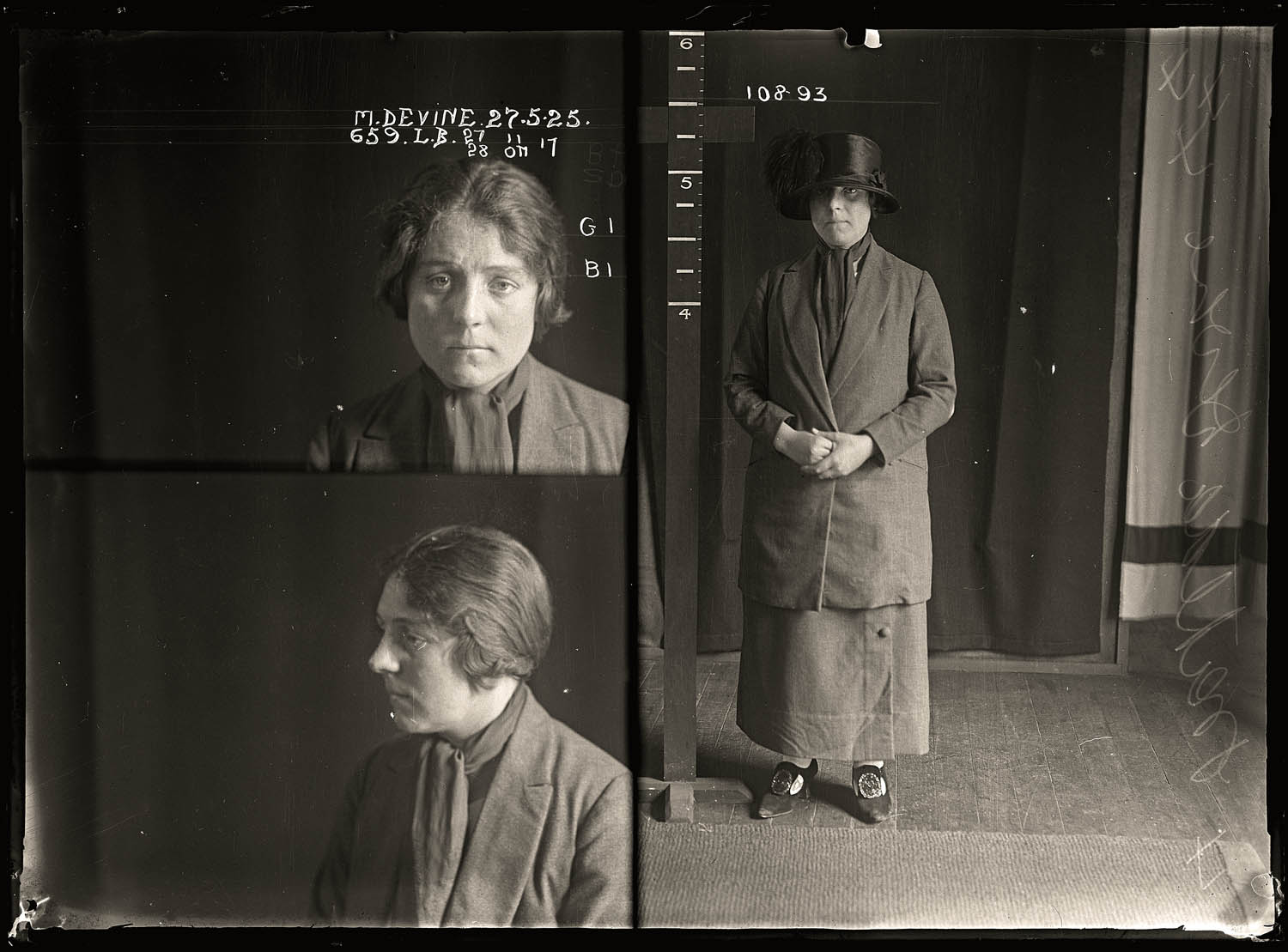
Förbrytarbilder på Tilly Devine från 1925.

Paret Devine var inblandat i många sorters brottslighet, inklusive uthyrning av lyxprostituerade till politiker, affärsmän och gästande dignitärer. Där fanns även deltidsprostituerade, ofta unga arbetarklasskvinnor som drogs till tillfälliga prostitutionsuppdrag som ett sätt att finansiera narkotikainköp, kläder och andra utgifter. Äldre kvinnliga prostituerade, båtflickor, riktade in sig på sjömän och arbetarklassmän.
Devines förmögenhet var legendarisk, även om allt tjänats in på olagligt vis. Hon ägde ett stort antal fastigheter i Sydney, lyxbilar, guld och diamanter och gjorde båtresor i första klass. Mycket av hennes förmögenhet användes också till att betala mutor till olika polismyndigheter och böter under en 50-årig brottslig bana. Hon var flitigt inblandad i olika åtal och blev dömd i domstol vid 204 olika tillfällen. Hon blev satt i fängelse i huvudsak för prostitution, överfall, slagsmål och mordförsök. Hon var känd hos polisen för sin våldsamma karaktär och vana att bruka eldvapen.

### Äktenskap med Jim Devine
Jim Devine var en före detta matros och fårklippare. Han var även ökänd för sin våldsamhet, en dömd tjuv, hallick, narkotikalangare och revolverman, samt var dessutom alkoholist. Han utförde mellan 1929 och 1931 ett antal uppmärksammade mord i Sydney, inklusive mordet på brottslingen George Leonard "Gregory" Gaffney (17 juli 1929), medhjälp till mordet på Barney Dalton (9 november 1929) och dråpet av taxichauffören Frederick Herbert Moffitt (16 juni 1931). Trots att han vid flera olika tillfällen åtalades för mord, blev han alltid frikänd efter att ha lyckats med taktiken att hävda självförsvar. Han sköt och dödade både Gaffney och Moffitt utanför hans och Tillys residens i Maroubra.

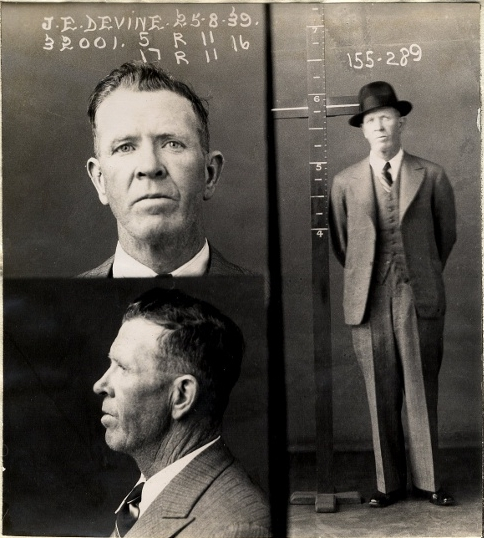
Förbrytarbilder på Jim Devine 1939.

Tilly och Jim Devines samvaro präglades av våld inom äktenskapet. 9 januari 1931 åtalades han vid Central Police Court för mordförsök på sin hustru efter ett gräl i hemmet. 16 januari frikändes han från anklagelsen, eftersom Tilly Devine vägrade vittna.
Paret Devine separerade i början av 1940-talet och skildes i januari 1944. Kort efter att Tilly Devine separerat från Jim Devine blev den mångårige medhjälparen Donald Alexander Kenney (1906–1963) hennes älskare och "närmaste man".

### Andra äktenskapet
Devine gifte sig 19 maj 1945 för andra gången. Även hennes andre man, Eric John Parsons (född i Melbourne 1901, död i Sydney 1958), var före detta matros inom flottan.
Tilly Devine sköt Parsons i benet, i samband med ett gräl, endast några månader efter vigseln. Incidenten inträffade i hennes andra bostad i Sydney, den på Palmer Street i Darlinghurst. Huset låg nästan rätt över gatan mot det ökända Tradesman's Arms Hotel, där de två först blev bekanta med varandra. Hon arresterades av tillkallad polis och åtalad, senare i mars frikänd efter domstolsförhandlingar. Paret var därefter lyckligt gifta med varandra i 13 års tid, fram tills att Eric Parsons avled i cancer den 22 november 1958.
I över 30 års tid bodde Devine på 335 Malabar Road i Maroubra i Sydneys sydöstra förorter. Ett antal mord kom att ske på denna gatuadress. Från 1950-talet kom fastigheten kom att stå övergiven. Den såldes 2009, och den nye ägaren lät bygga ett nytt hus på tomten.

### De sista åren
Tilly Devine var under flera årtionden – 1920- till 1940-talet – en av Sydneys mest välbärgade kvinnor. När skattemyndigheterna 1955 förelade henne att betala in mer än motsvarande 20 000 brittiska pund i böter och obetald inkomstskatt, gjorde detta henne dock i det närmaste bankrutt. 1953 skröt Devine till pressen "Å, en sån lycklig flicka jag är! Jag har mer diamanter än drottningen av Englands fripassagerare – och bättre diamanter till på köpet!" Hon sålde 1968 sin sista bordell, den på Palmer Street i Darlinghurst.
Tilly Devine led av bronkit sedan runt 1950. År 1970 avled hon i cancer vid 70 års ålder, vid Concord Repatriation Hospital i Sydney. Begravningsceremonin ägde rum i Sacred Heart Catholic Church i Darlinghurst. Hon kremerades 26 november vid Botany Crematorium, idag känt som Eastern Suburbs Memorial Park. Hon noterades då under sitt gifta namn Matilda Mary Parsons. Hon efterlevdes av sonen Frederick Ralph (Devine) Twiss (1919–1978) samt av två barnbarn. Begravningsceremonin väckte föga intresse, och hennes död uppmärksammades knappt av Sydneypressen.

## I populärkulturen
Peter Kenna skrev en teaterpjäs vid namn The Slaughter of St Teresa’s Day (1973, Currency Press), baserad på Devines liv.
Gruppen Icehouses sång "Miss Divine" från 1990 (med på albumet Code Blue) handlar om Devine.
En populär kafé-och-nattklubb i Lyneham i Canberra bär namnet Tilley's Devine Cafe Gallery. En vinbar i Darlinghurst (i Sydney) och vid namn "Love Tilly Devine" öppnade 2011.
I augusti 2011 började den australiska TV-kanalen Channel Nine visa Underbelly: Razor, en dokumentärserie om gängkriget mellan Leigh och Devine i Sydney under 1930-talet. Serien är baserad på den Ned Kelly Award-vinnande boken med samman av Larry Writer. I serien porträtterades Devine av Chelsie Preston Crayford, som nominerades till en Logie Award för mest populära nya kvinnliga talang.